# Microrégion d'Ariquemes

Localisation de la microrégion d'Ariquemes

La microrégion d'Ariquemes est l'une des six microrégions qui subdivisent l'est de l'État du Rondônia au Brésil.
Elle comporte 7 municipalités qui regroupaient 170 055 habitants en 2006 pour une superficie totale de 24 334 km2.
La région se consacre principalement à l'exploitation forestière et à la culture du cacao.

## Municipalités[1]
- Alto Paraíso
- Ariquemes
- Cacaulândia
- Machadinho d'Oeste
- Monte Negro
- Rio Crespo
- Vale do Anari